# Hiroyuki Takahashi
Pour les articles homonymes, voir Takahashi.
Hiroyuki Takahashi (高橋 宏之), né le 30 octobre 1957, est le président actuel de la société de création de jeux vidéo Camelot Software Planning. Il a participé à la plupart des projets de l'entreprise à divers postes. Notamment comme scénariste, directeur artistique, producteur ou game designer.

## Liste des jeux vidéo
- 1987 : Dragon Warrior II (version américaine de Dragon Quest II), producteur délégué[1]
- 1991 : Shining in the Darkness, scénariste, producteur[2]
- 1992 : Shining Force, scénariste, game design, producteur[3]
- 1992 : Shining Force Gaiden, scénariste, producteur[4]
- 1993 : Shining Force II, programmeur, producteur[5]
- 1993 : Shining Force Gaiden II, script, producteur[6]
- 1995 : Shining Force Gaiden: Final Conflict
- 1995 : Shining Wisdom, script, création de la carte, producteur[7]
- 1996 : Shining the Holy Ark, game design, producteur[8]
- 1997 : Shining Force III: Scenario 1
- 1998 : Shining Force III: Scenario 2
- 1998 : Shining Force III: Scenario 3
- 1998 : Shining Force III: Premium Disc
- 1999 : Mario Golf (version Game Boy Color), script, lead game designer, producteur[9]
- 1999 : Mario Golf (version Nintendo 64), lead game designer, producteur[10]
- 2000 : Mario Tennis (version Nintendo 64), lead game designer, producteur[11]
- 2000 : Mario Tennis (version Game Boy Color), script, lead game designer, producteur[12]
- 2001 : Golden Sun, scénario, game planning, producteur[13]
- 2002 : Golden Sun : l'Âge perdu, scénario, game planning, producteur[14]
- 2003 : Mario Golf: Toadstool Tour, lead game design, producteur[15]
- 2004 : Mario Golf: Advance Tour, script, lead game design, producteur[16]
- 2004 : Mario Power Tennis, lead design, producteur[17]
- 2005 : Mario Tennis: Power Tour
- 2010 : Golden Sun : Obscure aurore